# 750'erne f.Kr.
Århundreder: 9. århundrede f.Kr. – 8. århundrede f.Kr. – 7. århundrede f.Kr.
Årtier: 800'erne f.Kr. 790'erne f.Kr. 780'erne f.Kr. 770'erne f.Kr. 760'erne f.Kr. – 750'erne f.Kr. – 740'erne f.Kr. 730'erne f.Kr. 720'erne f.Kr. 710'erne f.Kr. 700'erne f.Kr.
År: 759 f.Kr. 758 f.Kr. 757 f.Kr. 756 f.Kr. 755 f.Kr. 754 f.Kr. 753 f.Kr. 752 f.Kr. 751 f.Kr. 750 f.Kr.

## Begivenheder
- 21. april 753 – ifølge traditionen blev Rom grundlagt af Romulus på denne dag.